# جون بولارد غاينز
جون بولارد غاينز (بالإنجليزية John Pollard Gaines) وهو سياسي أمريكي من مواليد 22 أيلول - سبتمبر من سنة 1795 شارك غاينز في حرب سنة 1812 ضد بريطانيا والحرب الأمريكية المكسيكية في سنة 1846 شغل غاينز منصب حاكم إقليم أوريغون ما بين عامي 1850 إلى عام 1853 توفي جون بولارد غاينز في 9 كانون الأول - ديسمبر من سنة 1857 حيث دفن في مدينة سالم بولاية أوريغون.